# 岩田好算
岩田 好算（いわた こうさん、1812年（文化9年）- 1878年（明治11年）7月）は、江戸時代末期から明治時代前期の和算家である。名は専平。

## 経歴・人物
江戸の生まれ。幼くして関流の馬場錦江（正統）の門人となり、和算を学び、司天官渋川家の主事となる。明治維新後の1877年（明治10年）には東京数学会社（現在の日本数学会および日本物理学会）の設立に携わり、同社発行の『東京数学会社雑誌』第1号に好算が作成した問題が収録された。
この問題の内容としては、「楕円形の中に二直線が接する時に、周りに4つの円が接している場合は比例する」というものであった。当時同じく数学者として活動していた菊池大麓はこの問題は当時和算としては異例な問題として、後にこの問題を和算史の保存事業に携わった。好算は初めこの問題は難問であり、和算式として解答すれば解答用紙が52枚も必要とする説を唱えた。しかし死去後の1885年（明治18年）に寺尾寿が実際にこの問題を解くと容易に解答し、説は立証とならなかった。なお、好算が作成した問題は日本の数学における和算から洋算化の象徴とされている。